# Adolf Kainz
Adolf "Adi" Kainz, född 5 juni 1903 i Linz, död 12 juli 1948, var en österrikisk kanotist.
Kainz blev olympisk guldmedaljör i K-2 1000 meter vid sommarspelen 1936 i Berlin.